# セクレトーム
セクレトームまたはセクリトーム（英: secretome）は、ある生物によって発現され、細胞外空間へ分泌されるタンパク質の総体を指す語である。セクレトームはプロテオームのサブセットであり、サイトカイン、成長因子、細胞外マトリックスタンパク質や調節因子、シェディングされた受容体などが含まれる。ヒトでは全タンパク質の13–20％を占める。特定の組織のセクレトームは質量分析によって測定され、その解析はセクレトミクスと呼ばれる一種のプロテオミクスである。
セクレトーム（secretome）という用語は2004年にTjalsmaらによって、ある細胞から分泌される全ての因子、そして分泌経路の構成因子を指す語として作り出された。2010年、セクレトームの定義は細胞外空間へ分泌されるタンパク質のみを指すものへと改定された。関連する概念としてマトリソーム（matrisome）があり、これは細胞外マトリックスとその結合タンパク質が含まれる、セクレトームのサブセットである。レセプトーム（receptome）は全ての膜タンパク質を含み、アドヒソーム（adhesome）は細胞接着に関与する全てのタンパク質を含む概念である。
分泌されるタンパク質はヒトでは全タンパク質の13–20%を占め、これには成長因子、ケモカイン、サイトカイン、接着分子、プロテアーゼ、シェディングされた受容体などが含まれる。ヒトのタンパク質コード遺伝子（19,613遺伝子）の39%がシグナルペプチドを有するか少なくとも1つの膜貫通領域を持ち、タンパク質産物を細胞外（分泌）または細胞内の多数の膜系のいずれかへ能動的に輸送されていることを示唆している。また分泌過程においてはタンパク質の積み荷以外に、脂質やmiRNA、mRNAなどタンパク質以外の構成要素も微小小胞体（マイクロベシクル、直径100–1000 nm）として細胞膜から切り離されたり、エクソソーム（直径30–150 nm）としてエクソサイトーシス過程によって放出されたりされていることを示すエビデンスが蓄積している。植物の細胞や哺乳類の細胞、幹細胞やがん細胞のセクレトームを研究する、さまざまな方法論が開発されている。

## 関連文献
- Secretome in Omics.org's alphabetically listed omes and omics
- “FunSecKB: the Fungal Secretome KnowledgeBase”. Database 2011:  bar001. (2011). doi:10.1093/database/bar001. PMC 3263735. PMID 21300622.
- “MetazSecKB: the human and animal secretome and subcellular proteome knowledgebase”. Database 2015:  bav077. (2015). doi:10.1093/database/bav077. PMC 4529745. PMID 26255309.